# Eudorylas echinatus
Eudorylas echinatus är en tvåvingeart som beskrevs av José Albertino Rafael och Da S. Menezes 1999. Eudorylas echinatus ingår i släktet Eudorylas och familjen ögonflugor. Inga underarter finns listade i Catalogue of Life.